# Vidyapati (pel·lícula)
Vidyapati és un biopic bengalí del 1937. La pel·lícula, dirigida per Debaki Bose per a New Theatres, tenia a Pahari Sanyal representant a Vidyapati en el paper protagonista. Altres actors foren Kanan Devi, Prithviraj Kapoor, Chhaya Devi, Leela Desai, K. C. Dey i Kidar Sharma. La música era obra de R. C. Boral, amb lletres de Kidar Sharma. Debaki Bose i Qazi Nazrul Islam van escriure el guió sobre la vida del poeta Maithili i sant Vaishnava anomenat Vidyapati. Es va convertir en una pel·lícula molt popular amb la seua estrena el 1937, amb unes cançons que també foren molt reeixides.